# Крейторик Андрій Андрійович
Крейторик Андрій Андрійович (Псевдо: «Грізний»; 1925, с. Дорошівці, Заставнівський район, Чернівецька область — 3 червня 1948, с. Мосорівка, Заставнівський район, Чернівецька область) — лицар Бронзового хреста бойової заслуги УПА.

## Життєпис
Член ОУН із 1944 року. Бойовик СБ ОУН, охоронець Заставнівського районного проводу ОУН.
Загинув у сутичці з опергрупою Заставнівського РВ МДБ.
Відзначений Бронзовим хрестом бойової заслуги УПА (14.10.1947).